# Frits Bakker Schut

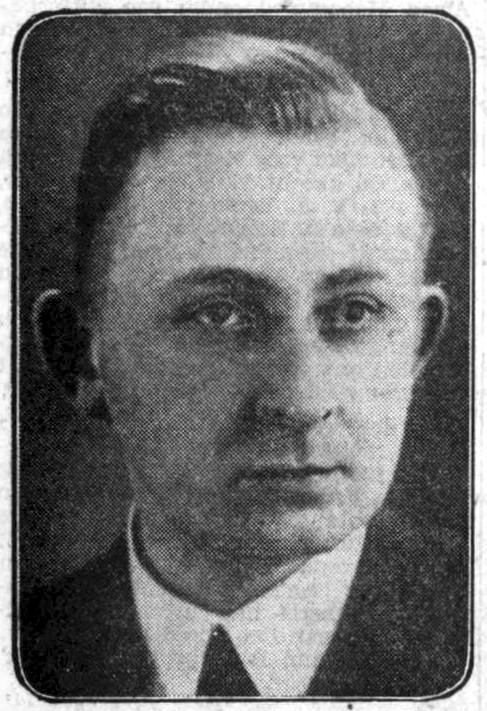
Frits Bakker Schut (1935)

Frits Bakker Schut (* 29. Januar 1903 in Rotterdam; † 1966) war ein niederländischer Bauingenieur und Mitglied der staatlichen Kommission zur Untersuchung der Annexionsfrage. Er wurde durch seinen Vorschlag der Annexion deutscher Gebiete durch die Niederlande bekannt, der jedoch auf der Londoner Sechsmächtekonferenz 1949 abgelehnt wurde.

## Leben
Bakker Schut wurde als Sohn von Pieter Bakker Schut und dessen Frau Johanna Wilhelmina Julius in Rotterdam geboren. Nach dem Abitur am Nederlandsch Lyceum in Den Haag studierte er von 1921 bis 1927 an der Technischen Hochschule Delft Bauingenieurwesen und schloss das Studium mit einem Diplom ab. Anschließend fing er als Bauingenieur bei der Stadtverwaltung von Den Haag an. Danach arbeitete er drei Jahre lang in der Privatwirtschaft, zunächst in den Betonwerken von De Meteoor Beton BV in De Steeg und dann bei Philips in Eindhoven. Von 1931 bis 1935 arbeitete er für die Gemeinde Groningen als Inspektor für den öffentlichen Wohnungsbau. 1933 promovierte er an der Technischen Hochschule Delft zum Dr. tech. mit einer Arbeit über Industrie und Wohnungsbau. 1935 wechselte er zur Stadtverwaltung von Haarlem. 1938 wurde er Inspektor für den öffentlichen Wohnungsbau für die Provinz Noord-Holland und den nördlichen Teil der Provinz Zuid-Holland. 1941 wurde Bakker Schut erster Direktor des Nationalen Büros für den Nationalen Plan. Nach dem Zweiten Weltkrieg machte er mehrere Vorschläge zur Annexion deutscher Gebiete durch die Niederlande. Diese Pläne wurden jedoch auf der Sechsmächtekonferenz 1949 in London abgelehnt. Bakker Schut trat daraufhin von seinem Posten zurück und trat die Nachfolge seines Vaters als Direktor für öffentliche Arbeiten in Den Haag an.
Bakker Schut war Vater von Sonja van der Gaast (* 4. November 1928 in Ellecom; † 16. Mai 2018 in Utrecht), einer niederländischen Politikerin und Friedensaktivistin, sowie von Pieter Bakker Schut, einem niederländischen Anwalt, der in Deutschland durch die Verteidigung von Mitgliedern der linksextremistischen Terrororganisation Rote Armee Fraktion bekannt wurde.

## Werke (Auswahl)
- Een technisch-economische beschouwing over bemoeiingen van de industrie met arbeiderswoningbouw (1933)
- Nationaal plan en streekplan (1943)
- Uitbreiding Nederlands grondgebied gewenscht? (1945)
- Problems of expanding towns viewed generally and in their relation to the general situation in rural areas (1957)